# Atletica leggera ai IV Giochi paralimpici estivi
Per l'atletica leggera paralimpica ai Giochi paralimpici estivi di Heidelberg 1972 furono disputate 73 gare (37 maschili e 36 femminili). Le gare si svolsero dal 2 all'11 agosto 1972 e vi presero parte 549 atleti provenienti da 39 nazioni.

## Nazioni partecipanti
- Argentina (19)
- Australia (21)
- Austria (27)
- Bahamas (1)
- Belgio (10)
- Brasile (7)
- Canada (35)
- Cecoslovacchia (19)
- Corea del Sud (2)
- Danimarca (|1)
- Egitto (1)
- Finlandia (15)
- Francia (11)
- Germania Ovest (49)
- Giamaica (17)
- Giappone (24)
- Hong Kong (9)
- India (9)
- Irlanda (11)
- Israele (19)
- Italia (13)
- Jugoslavia (20)
- Kenya (3)
- Malaysia (3)
- Malta (8)
- Messico (5)
- Norvegia (5)
- Nuova Zelanda (10)
- Paesi Bassi (13)
- Polonia (9)
- Regno Unito (33)
- Rhodesia (4)
- Spagna (6)
- Stati Uniti (43)
- Sudafrica (19)
- Svezia (14)
- Svizzera (28)
- Uganda (2)
- Ungheria (4)

 ()

## Medagliere
| Pos.   | Nazione        |    |    |    | Totale |
| ------ | -------------- | -- | -- | -- | ------ |
| 1      | Stati Uniti    | 14 | 18 | 17 | 49     |
| 2      | Germania Ovest | 13 | 8  | 11 | 32     |
| 3      | Sudafrica      | 5  | 6  | 6  | 17     |
| 4      | Regno Unito    | 5  | 1  | 1  | 7      |
| 5      | Canada         | 4  | 6  | 4  | 14     |
| 6      | Giappone       | 4  | 4  | 1  | 9      |
| 7      | Giamaica       | 4  | 0  | 1  | 5      |
| 8      | Israele        | 3  | 5  | 2  | 10     |
| 9      | Australia      | 3  | 4  | 4  | 11     |
| 10     | Nuova Zelanda  | 3  | 3  | 2  | 8      |
| 11     | Polonia        | 3  | 2  | 4  | 9      |
| 12     | Austria        | 2  | 4  | 4  | 11     |
| 13     | Argentina      | 3  | 4  | 4  | 6      |
| 14     | Irlanda        | 1  | 4  | 1  | 4      |
| 15     | Jugoslavia     | 1  | 2  | 1  | 4      |
| 16     | Paesi Bassi    | 1  | 1  | 1  | 3      |
|        | Rhodesia       | 1  | 1  | 1  | 3      |
|        | Svezia         | 1  | 1  | 1  | 3      |
| 19     | Svizzera       | 1  | 1  | 0  | 2      |
| 20     | Italia         | 1  | 0  | 1  | 2      |
|        | Belgio         | 1  | 0  | 1  | 2      |
|        | Norvegia       | 1  | 0  | 1  | 2      |
| 23     | Cecoslovacchia | 0  | 0  | 1  | 1      |
|        | Francia        | 0  | 0  | 1  | 1      |
|        | Ungheria       | 0  | 0  | 1  | 1      |
| Totale | Totale         | 73 | 73 | 70 | 216    |